# Euclidia obsoleta
Euclidia obsoleta är en fjärilsart som beskrevs av Embrik Strand. Euclidia obsoleta ingår i släktet Euclidia och familjen nattflyn. Inga underarter finns listade i Catalogue of Life.